# The Road (brano musicale)
The Road è una canzone scritta, sia per il testo che per la musica, dal cantautore statunitense Danny O' Keefe, e da lui incisa nel 1972 ed inclusa nel suo album O' Keefe.

## La canzone
Il testo del brano racconta la vita di un musicista durante una tournée, raccontando gli incontri con le persone, gli spettacoli effettuati, le nuove canzoni composte.
Musicalmente si tratta di una canzone acustica, basata su un accompagnamento finger picking eseguito con la chitarra.

## La cover di Jackson Browne
Nel 1977 la canzone venne ripresa dal cantautore californiano Jackson Browne, che la incluse nel suo album più conosciuto, Running on Empty.

## La versione in italiano
Lucio Dalla tradusse la canzone in italiano, intitolandola Una città per cantare: venne incisa nel 1980 da Ron in una versione in cui, nella terza strofa, cantavano anche lo stesso Dalla e Francesco De Gregori, ed inclusa nell'omonimo album del cantautore.
Il testo italiano riprende in maniera abbastanza letterale l'originale, tranne qualche piccola modifica: ad esempio il verso Coffee in the morning, cocaine in the afternoon viene tradotto da Dalla caffè alla mattina, puoi fumarti il pomeriggio. Ron ha raccontato che la traduzione fu apprezzata dallo stesso Jackson Browne che la trovò migliore dell'originale.
Nel 2011 il brano è stato inciso in versione ska dagli Statuto nel loro album Undici.